# Pušava
Pušava est un village de la municipalité de Kraljevec na Sutli (comitat de Krapina-Zagorje) en Croatie. Au recensement de 2011, le village comptait 28 habitants.